# Bromtrifluormethan
Bromtrifluormethan (auch als Halon 1301 bezeichnet) ist eine chemische Verbindung, die als Kälte- und Feuerlöschmittel eingesetzt wurde.

## Gewinnung und Darstellung
Bromtrifluormethan kann durch Reaktion von Trifluormethan mit Brom gewonnen werden.
Auch verschiedene andere Synthesemethoden sind bekannt.

## Verwendung
Bromtrifluormethan wurde in den 1960er-Jahren als Feuerunterdrückungsmittel eingeführt. Bromtrifluormethan löscht Brände bereits bei einer Konzentration von 6 %, indem es in die Radikalreaktion der Verbrennung eingreift. Die zur Gruppe der Halogenkohlenwasserstoffe gehörende Verbindung wurde im Montreal-Protokoll als schädlich für die Ozonschicht eingestuft. Ihre Produktion ist in Industrieländern, u. a. in der Europäischen Union, verboten. Die Anwendung ist nach internationalem Recht jedoch weiterhin erlaubt. Halon 1301 wird in der Luftfahrt als Löschmittel von Bränden in Frachträumen eingesetzt.
Das Gas ist außerdem mit einem Volumenanteil von rund 2,5 bzw. einem Massenanteil von rund 13 ppt in der Luft enthalten.
Bromtrifluormethan wird zur Synthese von Trimethyl(trifluormethyl)silan, einem Reagenz zur Einführung von Trifluormethylgruppen, eingesetzt.
{\displaystyle \mathrm {BrCF_{3}+Cl{-}Si(CH_{3})_{3}{\xrightarrow[{-(Et_{2}N)_{3}PBrCl}]{+P(NEt_{2})_{3}}}CF_{3}Si(CH_{3})_{3}} }

## Sicherheitshinweise

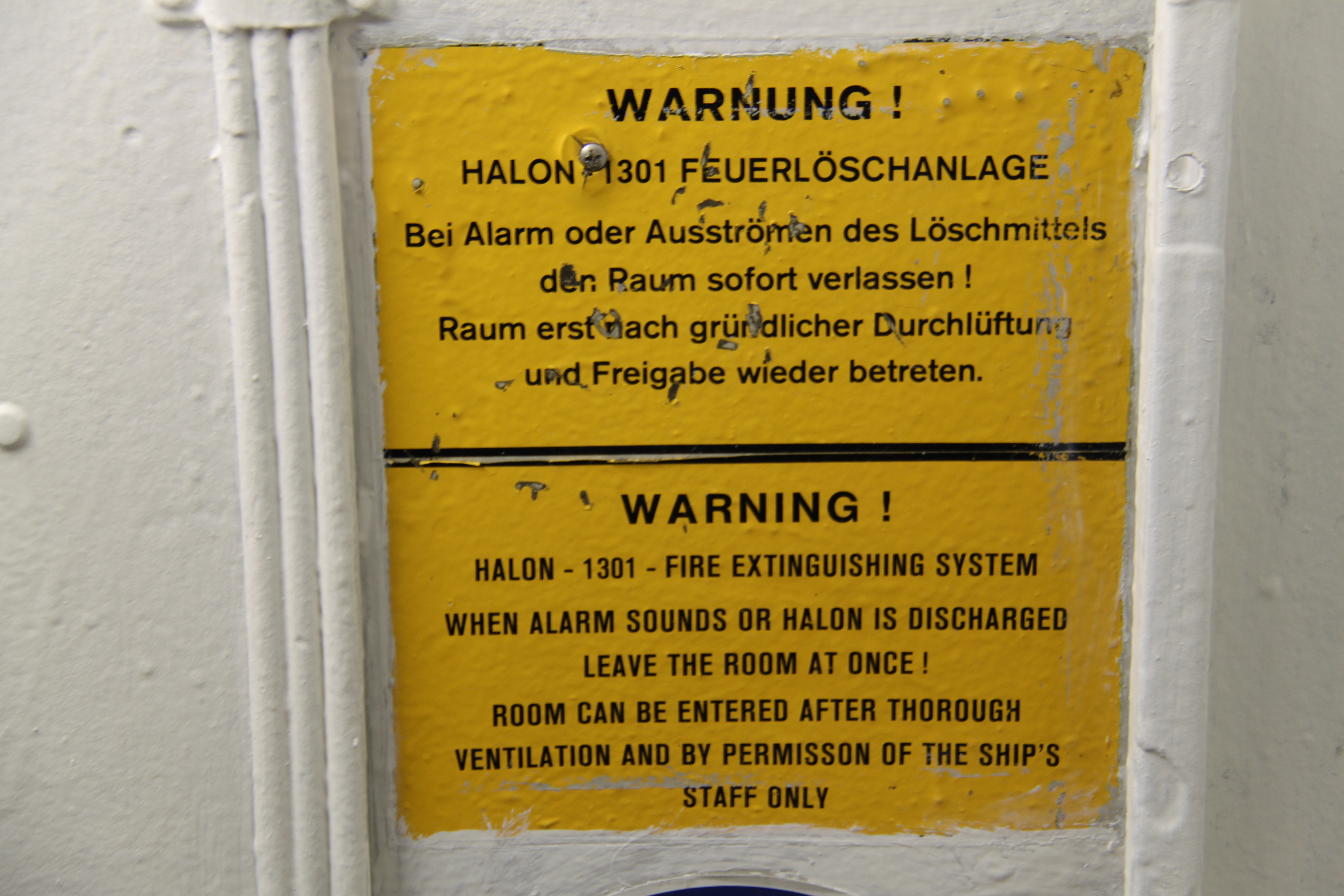
Zweisprachiges Warnschild an Bord eines Schiffes

Bei hoher Konzentration wirkt das Gas erstickend. Bei Verbrennung oder Erhitzung kann sich das Gas in ätzende und giftige Fluor- und Bromverbindungen wie Fluorwasserstoff und Bromwasserstoff zersetzen.